# Mirko Busto
Mirko Busto (Somma Lombardo, 8 décembre 1976) est un homme politique italien.

## Biographie
En 2013, il est élu député de la circonscription Piémont 2 pour le Mouvement 5 étoiles.